# Glavica (Pakrác)
Glavica falu Horvátországban Pozsega-Szlavónia megyében. Közigazgatásilag Pakráchoz tartozik.

## Fekvése
Pozsegától légvonalban 24, közúton 29 km-re északnyugatra, községközpontjától légvonalban 17, közúton 19 km-re keletre, Nyugat-Szlavóniában, a Pakrácról Pozsegára menő főút mentén fekszik.

## Története
A 20. század első felében keletkezett Prgomelje északi határában Pakrácról Pozsegára menő főút mentén. Nevét a Papuk-hegységhez tartozó Glavica nevű hegyről kapta, amely alatt fekszik. 1991-ben teljes lakossága szerb nemzetiségű volt. A délszláv háború idején kezdettől fogva szerb ellenőrzés alatt volt. A horvát hadsereg 123. pozsegai és 127. verőcei dandárjának alakulatai az Orkan ’91 hadművelet második szakaszában 1991. december 26-án foglalták vissza. Szerb lakossága nagyrészt elmenekült. Véglegesen 1995 májusában a Villám hadművelettel került horvát kézre az akkor már lakatlan falu. 2011-ben mindössze 12 állandó lakosa volt.

## Lakossága
| Lakosság változása | Lakosság változása | Lakosság változása | Lakosság változása | Lakosság változása | Lakosság változása | Lakosság változása | Lakosság változása | Lakosság változása | Lakosság változása | Lakosság változása | Lakosság változása | Lakosság változása | Lakosság változása | Lakosság változása | Lakosság változása |
| ------------------ | ------------------ | ------------------ | ------------------ | ------------------ | ------------------ | ------------------ | ------------------ | ------------------ | ------------------ | ------------------ | ------------------ | ------------------ | ------------------ | ------------------ | ------------------ |
| 1857               | 1869               | 1880               | 1890               | 1900               | 1910               | 1921               | 1931               | 1948               | 1953               | 1961               | 1971               | 1981               | 1991               | 2001               | 2011               |
| 0                  | 0                  | 0                  | 0                  | 0                  | 0                  | 0                  | 45                 | 80                 | 82                 | 85                 | 95                 | 83                 | 77                 | 6                  | 12                 |